# James Bruce de Kinnaird
James Bruce de Kinnaird (Kinnaird, Stirlingshire, Gran Bretaña, 14 de diciembre de 1730 - Edimburgo, 27 de abril de 1794) fue un explorador, naturalista y escritor de viajes, que confirmó físicamente el origen del Nilo Azul. Pasó más de una docena de años en el norte y este de África y en 1770 se convirtió en el primer europeo en documentar el curso del Nilo, siguiéndolo desde Egipto a través de Sudán hasta sus orígenes en el Nilo Azul, en Etiopía.

## Biografía

### Primeros años
James Bruce nació en la casa familiar de Kinnaird, Stirlingshire, y se educó en la Harrow School, donde realizó trabajos en lenguas clásicas, y luego completó sus estudios en la Universidad de Edimburgo. Comenzó a estudiar para abogado, pero su matrimonio con Adriane Allan, hija de un comerciante de vinos, le llevó a dedicarse a ese negocio. Su esposa murió en octubre de 1754, nueve meses después de casarse. Bruce viajó posteriormente a Portugal y España, trabajando como importador de vinos. El examen de manuscritos orientales en el monasterio de San Lorenzo de El Escorial le llevó al estudio del árabe y del geʽez y determinó su futura carrera. A la muerte de su padre en 1758 heredó la propiedad de Kinnaird y el título nobiliario.

### Viajes por el norte de África y Oriente Medio
Al estallar la guerra con España en 1762, presentó al gobierno británico un plan para atacar Ferrol. Su sugerencia no fue adoptada, pero, junto a sus conocimientos del árabe, ayudó a su selección para el puesto de cónsul británico en Argel. Después de pasar seis meses en Italia estudiando antigüedades, Bruce llegó a Argel en marzo de 1763. La totalidad de su tiempo lo tuvo que dedicar a sus deberes consulares, hasta que en agosto de 1765, habiendo llegado su sucesor en el consulado, Bruce pudo comenzar su exploración de las ruinas romanas del este de Argelia. Luego viajó por tierra desde Túnez a Trípoli; tomó pasaje hacia Candia, pero naufragó cerca de Bengasi y tuvo que nadar hasta la orilla. Llegó a Creta y de allí navegó hasta Sidón, viajó a través de Siria y visitó Palmira y Baalbek.  
Durante todos estos viajes, Bruce hizo cuidadosos dibujos de las numerosas ruinas que examinó. También adquirió suficientes conocimientos de medicina para poder pasar por médico en Oriente. 

### Viajes por el Nilo y Etiopía
En junio de 1768 llegó a Alejandría, con el propósito de descubrir las fuentes del Nilo, que él situaba en Etiopía. En El Cairo obtuvo el apoyo del gobernante mameluco, Ali Bey. Visitó Tebas, remontó el Nilo hasta Asuán, cruzó el desierto de Nubia y llegó al mar Rojo. Después de una extensa navegación por el mar Rojo, llegó a Jidda en mayo de 1769, y tras una estancia en Arabia, volvió a cruzar el mar Rojo y desembarcó en Massawa. Llegó al macizo etiópico y se adentró en la región de Gondar, hasta llegar a la capital de Etiopía, en febrero de 1770, donde fue bien recibido por el emperador Tekle Haymanot II. Fue nombrado caballero de alcoba y comandante de la caballería de la casa del emperador. Permaneció en Etiopía durante dos años, adquiriendo conocimientos, copiando libros y recolectando hierbas medicinales. Durante este tiempo, intervino, con su consejo y autoridad, en sucesos políticos y hechos de armas del reino etíope. 

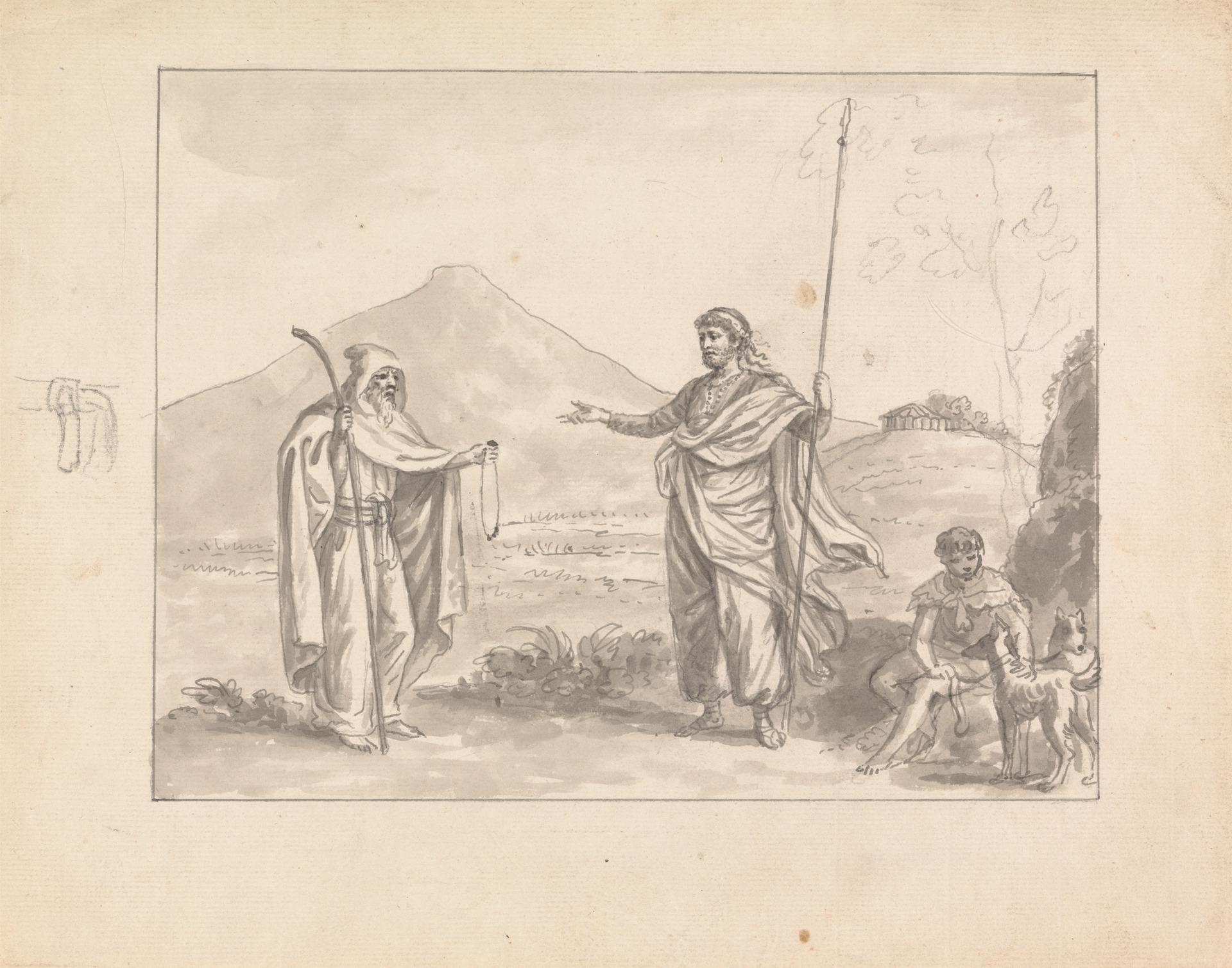
James Bruce en las fuentes del Nilo Azul

Decidido a llegar a la fuente del Nilo Azul, y después de recuperarse de la malaria, Bruce partió en octubre de 1770. Esta vez viajó con un pequeño grupo, que incluía a Balugani y un griego llamado Strates. En noviembre de 1770, el grupo de Bruce llegó al lago Tana. El guía del grupo les indicó que esa era la fuente del Nilo y Bruce remontó el Lesser Abbay, que alimenta el lago, y al llegar a sus fuentes dio por zanjada la cuestión de las fuentes del Nilo. Aunque Bruce admitió que el Nilo Blanco era la corriente más larga, fue el primer europeo en argumentar que el Nilo Azul —que suministraba la mayor parte del caudal— era el Nilo de los antiguos y, por lo tanto, su fuente. Sin embargo, el misionero jesuita español Pedro Páez ya había llegado antes, en 1618, a la fuente del Nilo Azul, viajando a través de las montañas de Etiopía desde la costa del mar Rojo hasta el lago Tana. El viaje de Bruce demostró que esta teoría sobre el origen del Nilo Azul era un hecho, pero Bruce cuestionó la historicidad de la visita de Páez.
De su estancia en la corte etíope se llevó varios manuscritos, entre ello un antiguo ejemplar del Kebra Negast y el Libro de Enoc. Tiempo después ambos manuscritos fueron donados a la Biblioteca Bodleiana de Oxford. En el libro La búsqueda del Santo Grial, de Grahan Hancock, se da a entender que el verdadero motivo de James Bruce para visitar Etiopía era investigar sobre si realmente los etíopes tenían el Arca de la Alianza para la Orden de los masones escoceses.

### Viaje de regreso

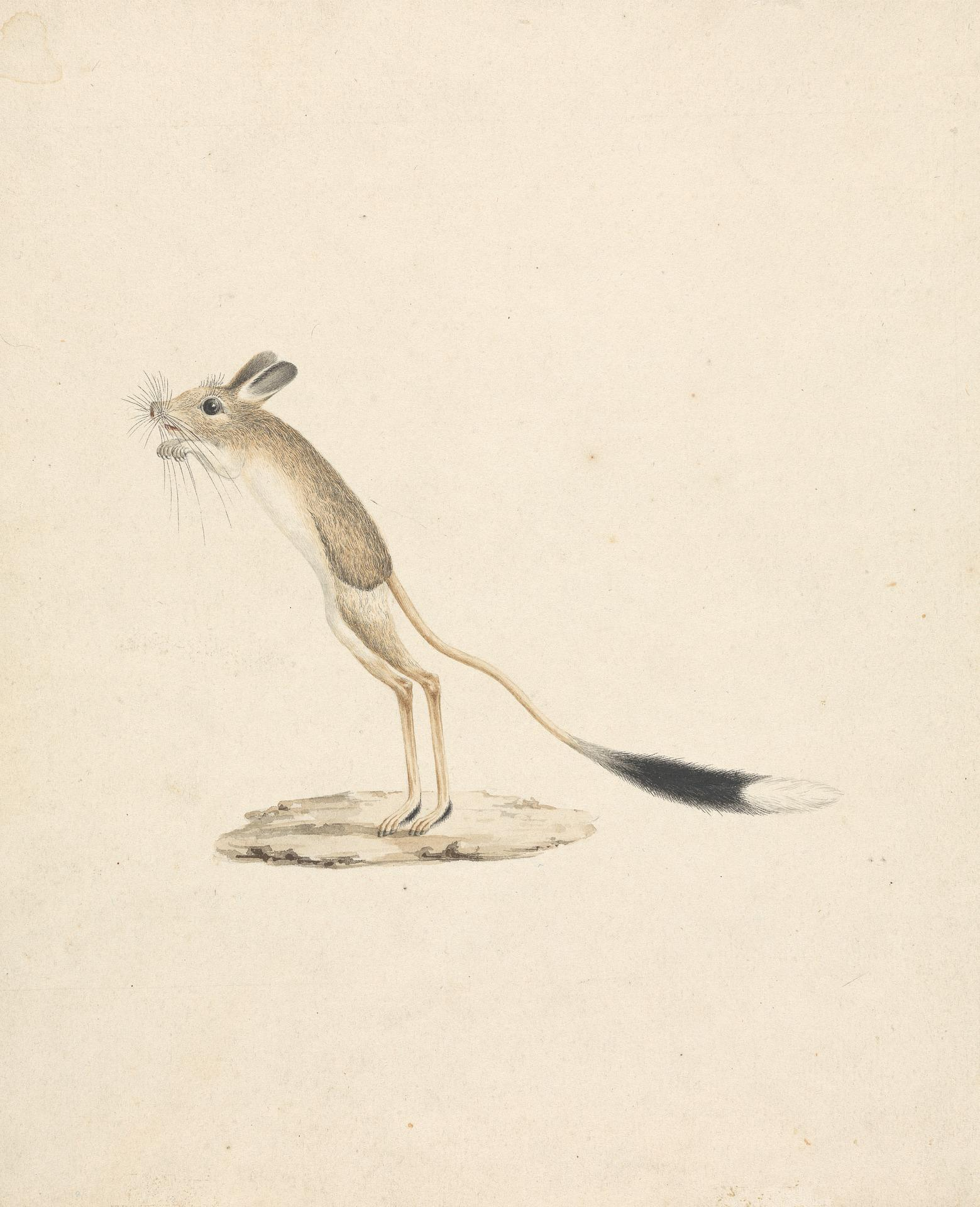
Dibujo de un jerbo, James Bruce

Partiendo de Gondar en diciembre de 1771, Bruce se abrió camino, a pesar de enormes dificultades, hasta Nubia, siendo el primer europeo en rastrear el Nilo Azul hasta su confluencia con el Nilo Blanco. Durante el trayecto, la expedición fue atacada por ladrones, y mientras cruzaban el desierto en el lado oriental del recodo del Nilo, encontraron los cadáveres de la caravana del dignatario musulmán Mahomet Towash con el que esperaban viajar; a pesar de su estatus, los miembros de la tribu local los habían asaltado, robado y asesinado. 
En noviembre de 1772 llegaron a Asuán y Bruce regresó al desierto para recuperar sus diarios y su equipaje, que habían sido abandonados como consecuencia de la muerte de todos sus camellos. En enero de 1773, Bruce llegó a El Cairo donde se embarcó. 
En marzo llegó a Francia y fue recibido por el conde de Buffon y otros académicos franceses y finalmente llegó a Londres en junio de 1774 donde fue entrevistado por James Boswell, quien publicó un extenso relato de sus viajes en London Magazine. Ofendido por la incredulidad con la que se recibieron las narraciones de sus viajes, Bruce se retiró a su casa en Kinnaird.

### Últimos años
Bruce se dedicó a la gestión de su patrimonio y a la supervisión de sus minas de carbón. En mayo de 1776 se casó con Mary Dundas, con quien tuvo tres hijos. Después de la temprana muerte de su nueva esposa en 1785, y a instancias de su amigo Daines Barrington, se dedicó a escribir sus viajes, que se publicaron como Travels to Discover the Source of the Nile. Bruce describió con precisión las costumbres de los habitantes de Etiopía y afirmó que, a pesar del exotismo de estas costumbres, «los hombres son iguales en todas partes». El libro tuvo mucho éxito, se vendió muy bien y recibió reseñas favorables, pero otros viajeros lo atacaron por considerarlo poco creíble. Posteriormente quedó demostrada la veracidad de sus viajes por Etiopía.
En 1790  intentó despertar el interés de la iniciativa británica por el comercio del mar Rojo, mar que describió como cerrado por el dominio corrompido de los otomanos, contra los que desencadenó violentas acusaciones.
En sus últimos años, Bruce se volvió muy corpulento. Murió el 27 de abril de 1794 a causa de las heridas sufridas el día anterior por una caída en las escaleras de su casa en Kinnaird.

## En la ciencia
- La abreviatura «Bruce» se emplea para indicar a James Bruce de Kinnaird como autoridad en la descripción y clasificación científica de los vegetales.[4]

- Existen 18 registros de sus identificaciones y nombramientos de nuevas especies en el IPNI.[5]